# هانتینگتون (آرکانزاس)
هانتینگتون (آرکانزاس) (به انگلیسی: Huntington, Arkansas) یک شهر در ایالات متحده آمریکا با جمعیت ۶۸۸ نفر است که در آرکانزاس واقع شده‌است.

## موقعیت جغرافیایی
موقعیت جغرافیایی شهرها و مناطق اطراف به شرح زیر است: